# كهنه غرغانج
كهنه غرغانج (بالتركمانية: Köneürgenç)‏ (بالروسية: Куня-Ургенч) (بالفارسية: کهنه گرگانج) هي بلدية عدد سكانها 30,000 شمال شرق تركمانستان قرب الحدود مع أوزبكستان. انشأ المدينة الأخمينيون وأصبحت فيما بعد عاصمة الخوارزميون. وقد هجرت المدينة القديمة قبل ثلاث قرون ونصف وتحول أهلها إلى مدينة كهنة غرغانج الحديثة. صنفت المدينة القديمة كموقع تراث عالمي من قبل اليونسكو عام 2005.

## نظرة عامة
تقع مدينة كهنه غرغانج القديمة على الضفة الجنوبية لنهر نهر جيحون، وهي تقع على أهم طرق التجارة القديمة ألا وهو طريق الحرير حيث تقاطع الحضارات الشرقية والغربية. وتعتبر من أهم المعالم الأثارية في تركمانستان وتمتد على مساحة واسعة وتحتوي على عدد كبير من الآثار المحفوظة جيداً التي تعود إلى ما بين القرنين الحادي عشر والسادس عشر، وتشمل المساجد، الخانات، القلاع، الضرائح، والمنارات يبلغ ارتفاعها 60 متراً، وتأثير طراز المدينة المعماري امتد إلى مناطق إيران، وأفغانستان وفيما بعد إمبراطورية مغول الهند في القرن السادس عشر.

## التأريخ والتطوير
تأريخ بناء المدينة لا يُعرف على وجه التحديد، لكن اللقى الأثرية في «تل كيرك مولا» (حيث تقع القلعة الرئيسية في المدينة) تشير إلى إنه كان للمدينة بنية قوية خلال القرنين الرابع والخامس بعد الميلاد. وتشير السجلات القديمة إلى إن الجيوش العربية اجتاحت المدينة عام 712م.
أصبحت عاصمة للدولة الخوارزمية بين القرنين العاشر والرابع عشر بعد الميلاد حيث نهضت المدينة بشكل بارز كعاصمة وكمركز تجاري، تنافس في شهرتها وعدد سكانها مدينة بخارى. وازدهرت المدينة إلى حد كبير بسبب موقعها الاستراتيجي على طرق التجارة بين الشرق والغرب والشمال والجنوب، وساهمت بصورة واسعة بتطور العلوم والثقافة في آسيا الوسطى.
عام 1221م، اجتاح المغول بقيادة جنكيز خان المدينة ودمروها. وعلى الرغم من الدمار والقتل والتشريد الذي أصاب أهلها، استطاعت المدينة النهوض واستعادة مكانتها السابقة. مر بها الرحالة العربية ابن بطوطة خلال القرن الرابع عشر ووصفها "بأنها مدينة الترك الأهم والأكبر والأعظم والأجمل. تحوي بازار جميل وشوارع عريضة، وتحوي عدداً عظيماً من المباني والبضائع الوفيرة.
تعرضت كهنة غرغانج للغزو والتدمير مرة أخرى على يد تيمورلنك خلال غزوه خوارزم بين عامي 1372م - 1388م. وقد اقترن التدمير الناجم عن غزو تيمورلنك مع تغير مفاجئ في مجرى نهر نهر جيحون مما أدى إلى تدهور المدينة بشكل كبير وتحول الناس إلى مدينة خيوة وهجرت مدينة كهنة غرغانج في القرن السادس عشر بصورة كلية.
في أوائل القرن التاسع عشر بدأ التركمان ببناء مدينة جديدة خارج مدينة كهنه غرغانج القديمة. واستخدموا موقع المدينة القديمة كمقبرة. على أي حال هذا الاستعمال كمقبرة قد توقف الآن. وبعد تفكك الاتحاد السوفيتي أصبحت مدينة كهنه غرغانج الأثارية جزئاً من تركمانستان بينما أصبحت المدينة الحديثة جزئاً من أوزبكستان.
ويعتبر الأثاري السوفيتي الكسندر ياكوبوفسكي من أوائل الأثاريين الذين نقبوا في كهنه غرغانج عام 1929.

## معرض صور

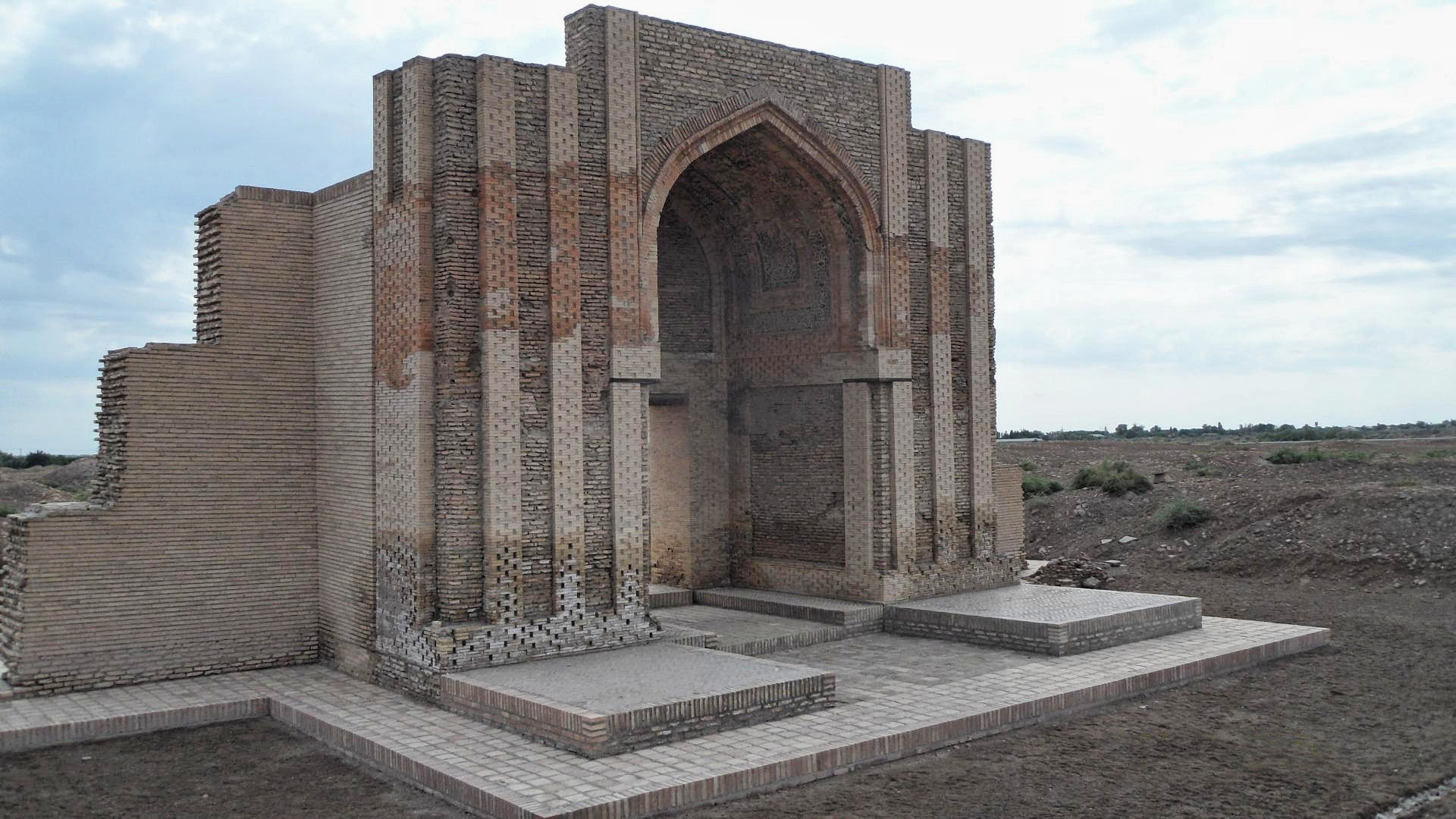
بوابة
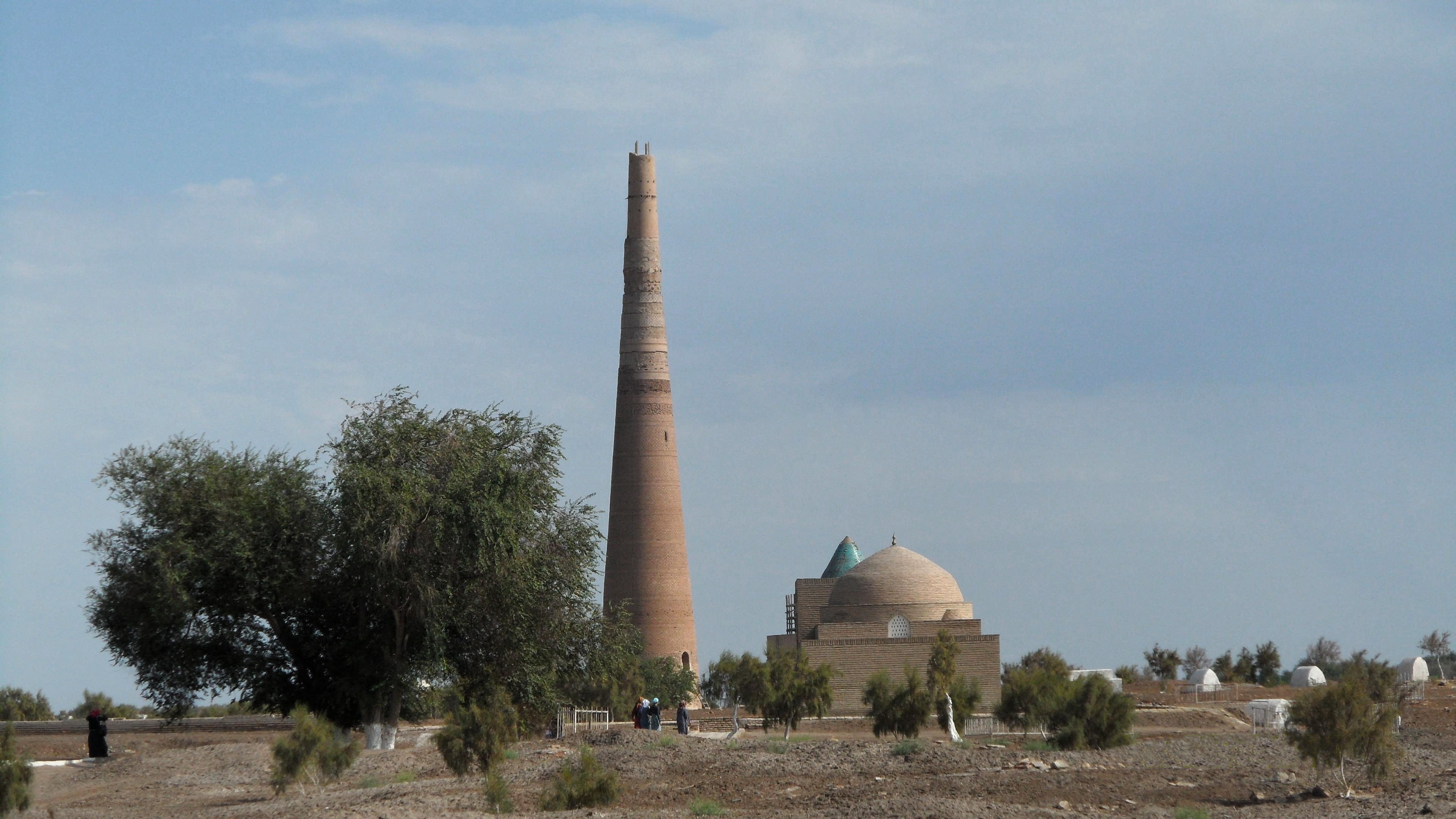
منارة
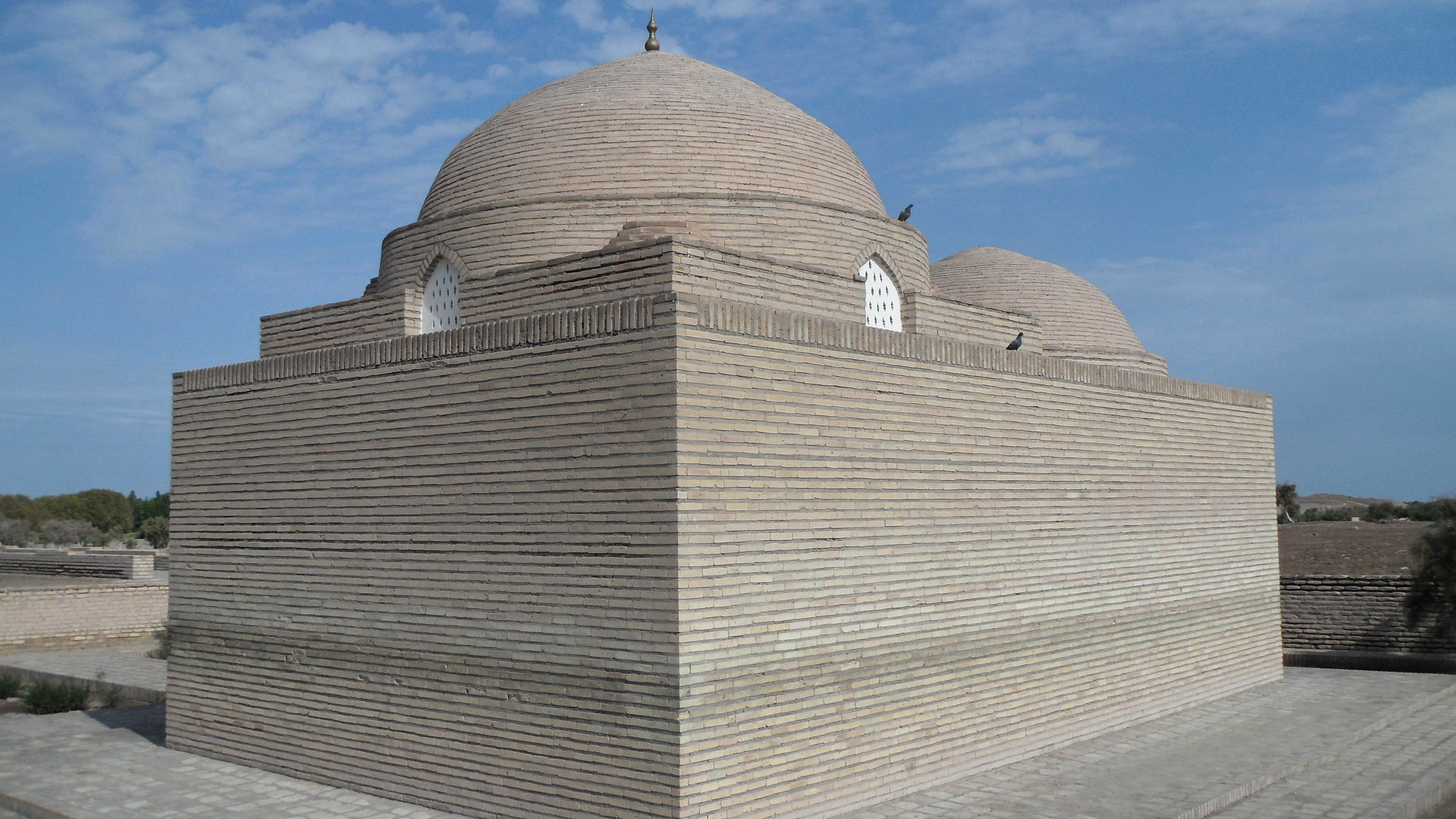
قبة
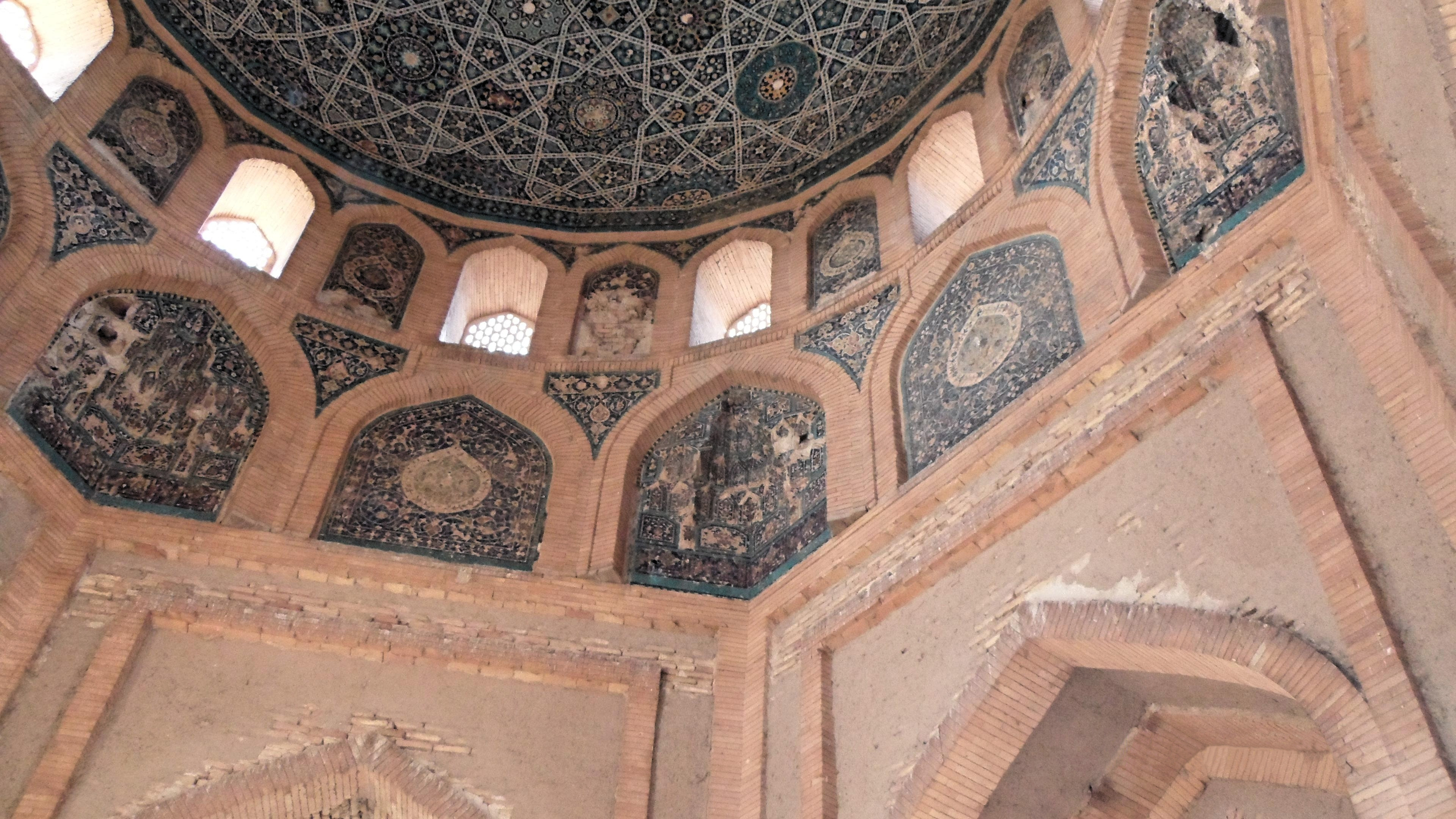
من الداخل
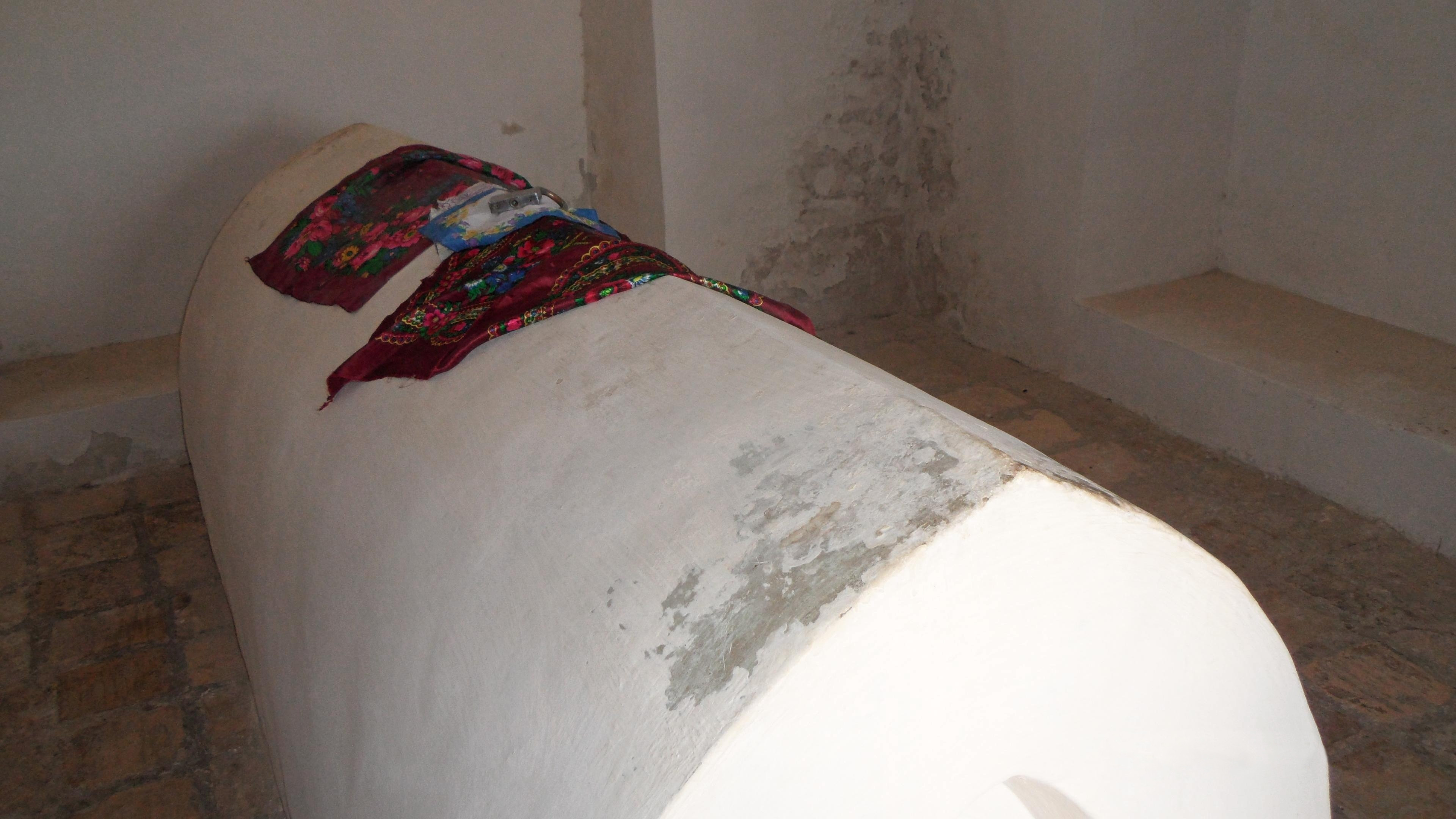
ضريح كوني أورجن ارسلان